# Serapuh Asli
Serapuh Asli is een bestuurslaag in het regentschap Langkat van de provincie Noord-Sumatra, Indonesië. Serapuh Asli telt 1163 inwoners (volkstelling 2010).